# Hawks & Doves
Hawks & Doves — десятий студійний альбом канадського автора-виконавця Ніла Янга, виданий в 1980 році.

## Список композицій
Автор музики і слів Ніл Янг. 
| Перша сторона | Перша сторона       | Перша сторона |
| #             | Назва               | Тривалість    |
| ------------- | ------------------- | ------------- |
| 1.            | «Little Wing»       | 2:10          |
| 2.            | «The Old Homestead» | 7:38          |
| 3.            | «Lost in Space»     | 4:13          |
| 4.            | «Captain Kennedy»   | 2:50          |

| Друга сторона | Друга сторона                | Друга сторона |
| #             | Назва                        | Тривалість    |
| ------------- | ---------------------------- | ------------- |
| 5.            | «Stayin' Power»              | 2:17          |
| 6.            | «Coastline»                  | 2:24          |
| 7.            | «Union Man»                  | 2:08          |
| 8.            | «Comin' Apart at Every Nail» | 2:33          |
| 9.            | «Hawks & Doves»              | 3:27          |

## Позиції в чартах
| Чарт (1980)     | Найвища позиція |
| --------------- | --------------- |
| Австралія       | 10              |
| Велика Британія | 34              |
| Італія          | 10              |
| Канада          | 50              |
| Нідерланды      | 30              |
| Нова Зеландія   | 4               |
| Норвегія        | 15              |
| США             | 30              |
| Швеція          | 22              |